# Choloy-Ménillot
Choloy-Ménillot is een gemeente in het Franse departement Meurthe-et-Moselle (regio Grand Est) en telt 719 inwoners (2005).
De gemeente maakt deel uit van het arrondissement Toul en sinds 22 maart 2015 van het op die dag opgerichte kanton Toul. Daarvoor hoorde het bij het kanton Toul-Sud, dat toen opgeheven werd.

## Geografie
De oppervlakte van Choloy-Ménillot bedraagt 12,0 km², de bevolkingsdichtheid is 59,9 inwoners per km².
De onderstaande kaart toont de ligging van Choloy-Ménillot met de belangrijkste infrastructuur en aangrenzende gemeenten.

## Demografie
Onderstaande figuur toont het verloop van het inwonertal (bron: INSEE-tellingen).

Bicqueley · Charmes-la-Côte · Chaudeney-sur-Moselle · Choloy-Ménillot · Dommartin-lès-Toul · Domgermain · Écrouves · Foug · Gye · Laneuveville-derrière-Foug · Lay-Saint-Remy · Pagney-derrière-Barine · Pierre-la-Treiche · Toul · Villey-le-Sec
1. ↑  Populations de référence 2022.